# Cyperus obsoletenervosus
Cyperus obsoletenervosus là loài thực vật có hoa trong họ Cói. Loài này được Peter & Kük. mô tả khoa học đầu tiên năm 1936.